# Jiang Huajun
Jiang Huajun (chin. trad. 姜華珺, chin. upr. 姜华珺, pinyin Jiāng Huájùn; ur. 8 października 1984 w Szantung) – hongkońska tenisistka stołowa, sześciokrotna brązowa medalistka mistrzostw świata.
Największym sukcesem zawodniczki urodzonej w Chinach i reprezentującej ten kraj do 2003 roku jest dwukrotnie brązowy medal mistrzostw świata. W 2008 roku zajęła trzecie miejsce w turnieju drużynowym podczas drużynowych mistrzostw świata w Guangzhou, a rok później na mistrzostwach świata w Jokohamie w deblu w parze z Tie Yana również zdobyła brązowy medal. W 2011 roku zdobyła brąz w mistrzostwach świata w Rotterdamie (w parze z Cheung Yuk) i w deblu (w parze z Tie Yana). W 2012 roku brała udział w igrzyskach olimpijskich, lecz odpadła w czwartej rundzie gry pojedynczej ulegając Ding Ning.